# تپه و گورستان چیا دراز
تپه و قبرستان چیا دراز مربوط به دوره قاجار است و در شهرستان سرپل ذهاب، بخش مرکزی، دهستان بشیوه پاطاق، ۱۰۰م شمال غرب روستای جلالوند علیا واقع شده و این اثر در تاریخ ۲۷ اسفند ۱۳۸۷ با شمارهٔ ثبت ۲۶۴۴۲ به‌عنوان یکی از آثار ملی ایران به ثبت رسیده است.